# Alice Vansteenberghe
Pour les articles homonymes, voir Vansteenberghe.
Alice Vansteenberghe, née Alice Joly le 18 février 1908 à Saint-Étienne et morte le 9 février 1991 à Martigues, est une résistante française, témoin lors du procès de Klaus Barbie en 1987.

## Biographie
Alice Joly naît en 1908 à Saint-Étienne de parents instituteurs. Elle est docteur en médecine, et installe son cabinet à Villeurbanne dans la région lyonnaise avec André Vansteenberghe, qu'elle a épousé en 1929 à Lyon.
Pendant la Seconde Guerre mondiale, Alice et André Vansteenberghe s'engagent dans la Résistance dans les alentours de Lyon en 1941. Le 5 août 1944, ils sont arrêtés et torturés par la Gestapo lyonnaise dont le chef est Klaus Barbie. Après la guerre, ils retournent à Lyon pratiquer la médecine. Elle participe, après-guerre à l'identification des victimes de massacre découvertes dans les charnier de la région lyonnaise.
En 1987, elle témoigne lors du procès de Klaus Barbie, et fait partie des témoins permettant son identification formelle. En effet, ayant été torturée par lui et étant médecin elle avait noté certaines particularités physiques comme la forme de son oreille gauche ou l'écartement de ses doigts. Elle raconte aussi comment il lui brisa le dos sous la torture, ce qui la rend handicapée pour le reste de sa vie. Lors de séances de torture, on lui arrache les ongles, lui brise les pouces et elle est battue et fouettée nue. Lors de son enfermement à la Prison Montluc, elle témoigne aussi l'avoir vu organiser le convoi du 11 août 1944 emportant 600 prisonniers vers les camps de la mort. Elle atteste de la présence de Klaus Barbie lors du rassemblement des détenus. Elle présente d'ailleurs au tribunal, un croquis de sa cellule et de son poste d'observation de l'événement.
Barbie est condamné pour crime contre l'humanité et condamné à la prison à vie.
Alice Vansteenberghe meurt en 1991 à Martigues à l'âge de 82 ans,,.

## Décorations
- Officier de la Légion d'honneur[13]
- Médaille de la Résistance française avec rosette (décret du 3 janvier 1946)[14]